# 徐英瑀
徐英瑀（德語：서영우，1991年10月27日—），韩国男子雪车运动员。他曾代表韩国参加2014年和2018年冬季奥林匹克运动会雪车比赛，其中2018年冬季奥运会获得一枚银牌。